# Autorité de régulation régionale du secteur de l'électricité de la CEDEAO
L'Autorité de régulation régionale du secteur de l'électricité de la CEDEAO (ARREC), également connue sous l'acronyme anglais ERERA (ECOWAS Regional Electricity Regulatory Authority), est un organisme spécialisé de la Communauté économique des États de l'Afrique de l'Ouest (CEDEAO) chargé de la régulation des échanges transfrontaliers d'électricité en Afrique de l'Ouest,,.

## Histoire
L'ARREC a été créée dans le cadre de l'engagement des États membres de la CEDEAO à réaliser les interconnexions électriques en vue de la mise en commun et du partage optimal des ressources énergétiques de la région.
L'autorité est régie par le Règlement du Conseil des Ministres C/REG.27/12/07 du 15 décembre 2007 portant composition, organisation, attributions et fonctionnement de l'ARREC,.

## Missions et objectifs
L'ARREC est le régulateur régional des échanges transfrontaliers d'électricité en Afrique de l'Ouest. Elle a pour mission la mise en œuvre de mécanismes efficaces de régulation pour le développement des échanges régionaux d'électricité dans l'espace CEDEAO,.

## Organisation

### Siège social
Le siège de l'ARREC est situé à Accra, capitale du Ghana. L'adresse exacte est : Energy Commission Building, Ghana Airways Avenue, Airport Residential Area, Accra, Ghana,.

### Gouvernance
Le Conseil de Régulation est l'organe de direction et de gestion de l'ARREC. Il est composé de trois membres dont un Président. Les membres du Conseil de régulation sont nommés pour un mandat fixe de cinq ans non renouvelables,.

### Présidence
Depuis juillet 2022, l'ARREC est présidée par Monsieur Kocou Laurent Rodrigue Tossou, ingénieur de profession. Il a pris ses fonctions à la suite de la fin du mandat du deuxième président.

## Cadre juridique
L'ARREC s'inscrit dans le cadre institutionnel et juridique destiné à instaurer un environnement approprié au développement du secteur de l'électricité ouest-africain.

## Relations avec les États membres
L'ARREC maintient des relations étroites avec les États membres de la CEDEAO. En janvier 2023, une délégation de l'ARREC conduite par son Président, Laurent Tossou, a rendu une visite de courtoisie au Ministre de l'Énergie du Ghana, réaffirmant le soutien du pays hôte à l'autorité régionale,.